# Cetonia aurata
La cetonia dorata (Cetonia aurata (Linnaeus, 1758)) è un coleottero appartenente alla famiglia degli Scarabeidi, sottofamiglia cetoniinae.
Spesso viene impropriamente chiamato "maggiolino", nome che invece sta ad indicare il Melolontha melolontha, altro membro della famiglia Scarabaeidae.

## Descrizione
Questo coleottero, che arriva a 18 mm di lunghezza, possiede una caratteristica colorazione metallica,   prevalentemente di verde smeraldo che può assumere tonalità bronzee, viola, gialle, azzurre-nere o ramate interrotte da moschettature bianche sulle elitre e, occasionalmente, sul pronoto.

Il lato ventrale è generalmente di colore ramato, ma può presentare le stesse tonalità di colore del lato dorsale.

## Biologia

### Larva
La femmina depone le uova di forma sferica nel terriccio humoso, tra i detriti legnosi di vecchi alberi morti in decomposizione (in particolare pioppi e salici), o fra la lettiera di foglie che viene predisposta nei giardini per ottenere il terriccio organico. Schiudono le larve glabre, bianche, con macchie gialle in prossimità degli spiracoli tracheali, fornite di robuste mandibole inserite sullo scudo cefalico chitinoso e giallo. Le larve (xilo-detritifaghe) si nutrono del materiale organico utilizzando le cellulose, che vengono metabolizzate in seguito a processi enzimatici prodotti da batteri e protisti flagellati che vivono in simbiosi nel canale digerente. Il basso potere nutritivo dei legni e dell'humus, collegato a condizioni microambientali avverse, possono prolungare l'attività larvale anche per alcuni anni, costringendo l'insetto ad impiegare notevoli quantità di sostanze organiche. 

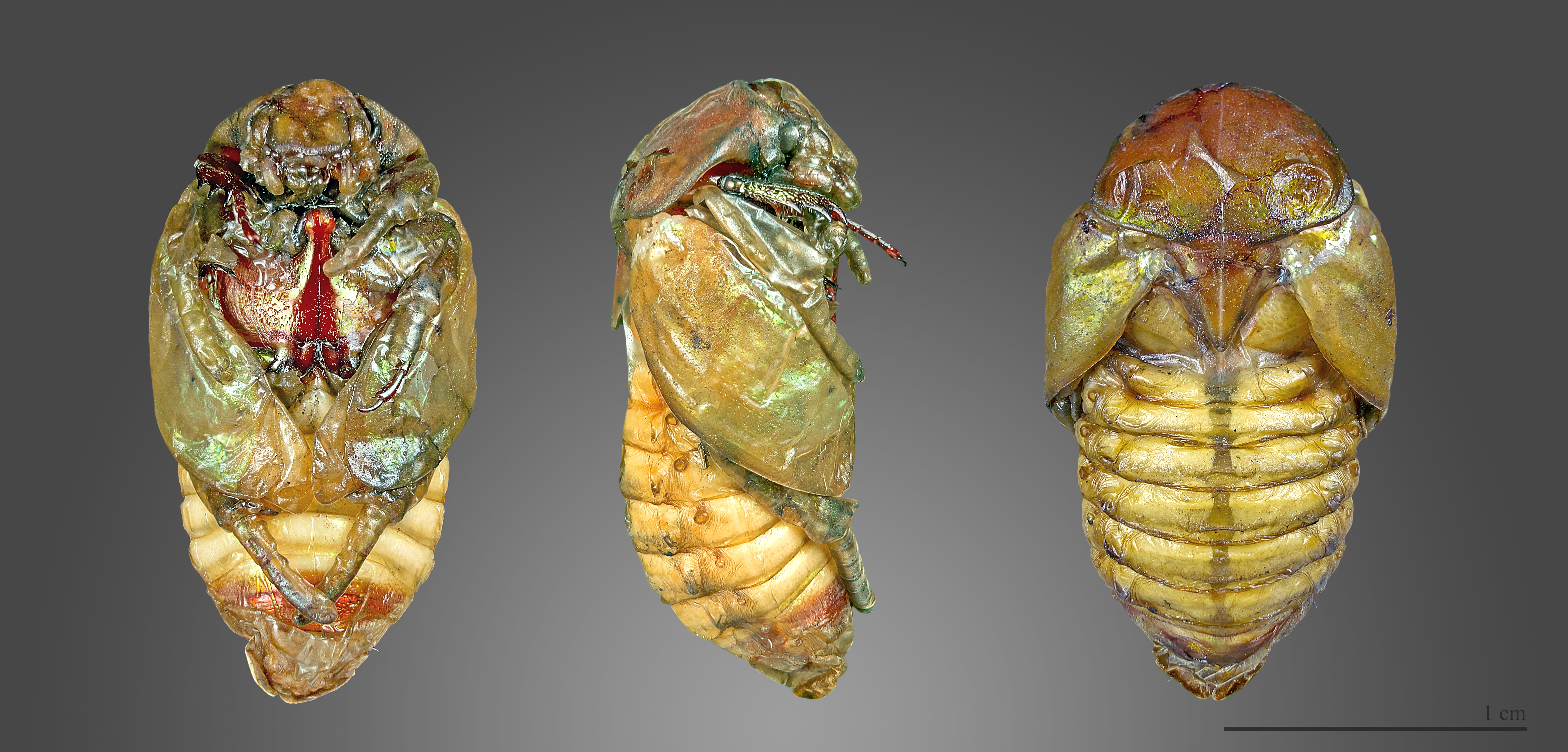
Pupa

Sono strettamente detritivore, e non si nutrono di radici. Queste larve occupano uno dei tanti anelli che compongono le complesse catene trofiche dei cicli biochimici naturali, accelerando allo stato larvale la decomposizione del materiale vegetale in fertile humus, il quale sarà ben presto utilizzato e sfruttato dalle giovani piante in fase di crescita. Le Cetonie vengono controllate a livello larvale da parassiti naturali che ne mantengono stabile la popolazione: funghi del genere Sporotricum, imenotteri Scolidi e numerosi ditteri. Giunta a maturità, la larva di tipo melolontoide (rimane ripiegata nella caratteristica posizione a C), dopo l'ultima muta ormai al massimo delle sue dimensioni (3-4 cm), si costruisce una celletta ovoidale impastando con secreti orali terriccio ed escrementi. Nella celletta avviene la trasformazione in pupa e, attraverso metabolismi ormonali, in 30 giorni circa si compie la metamorfosi in adulto. 

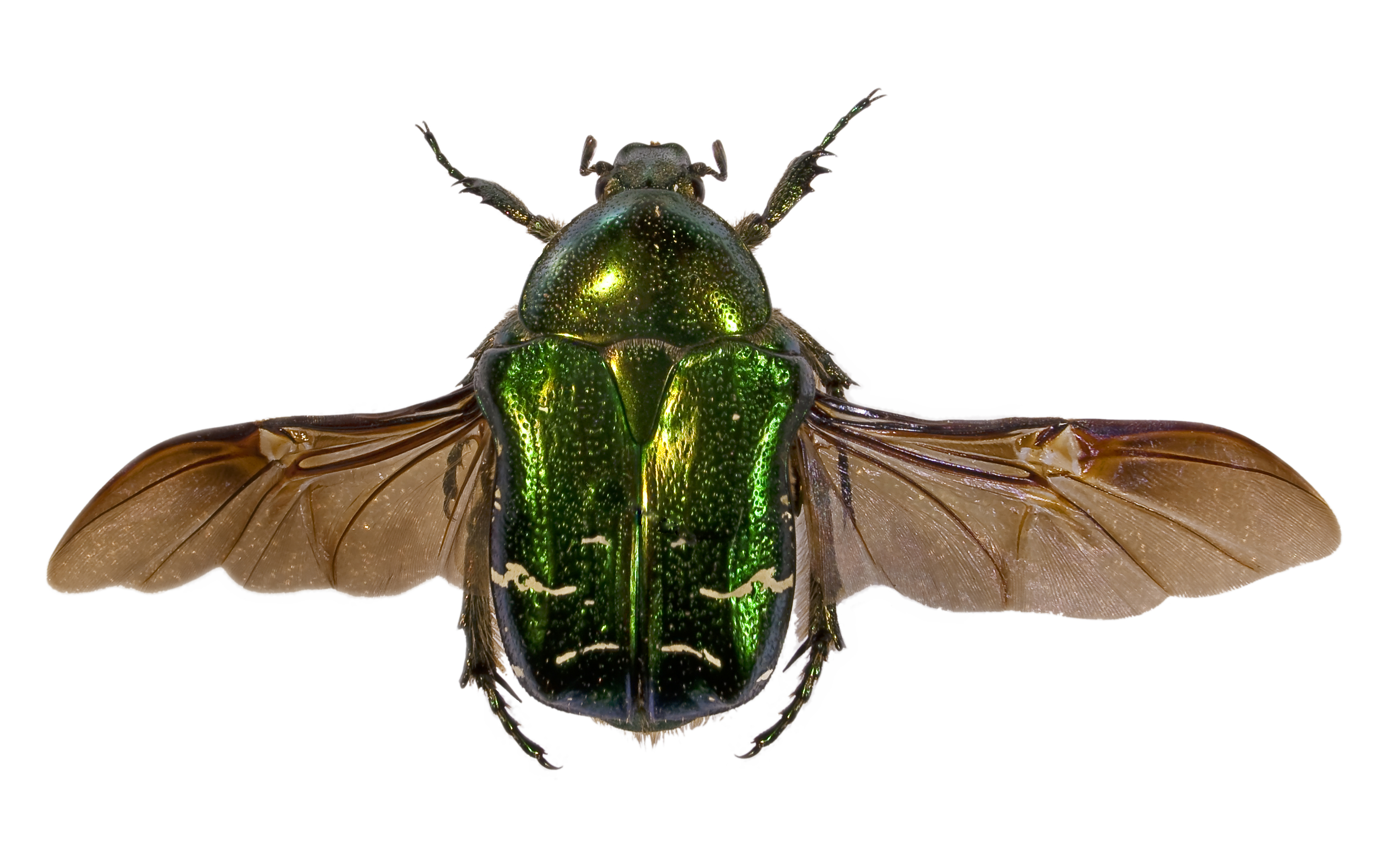
ali spiegate

### Adulto

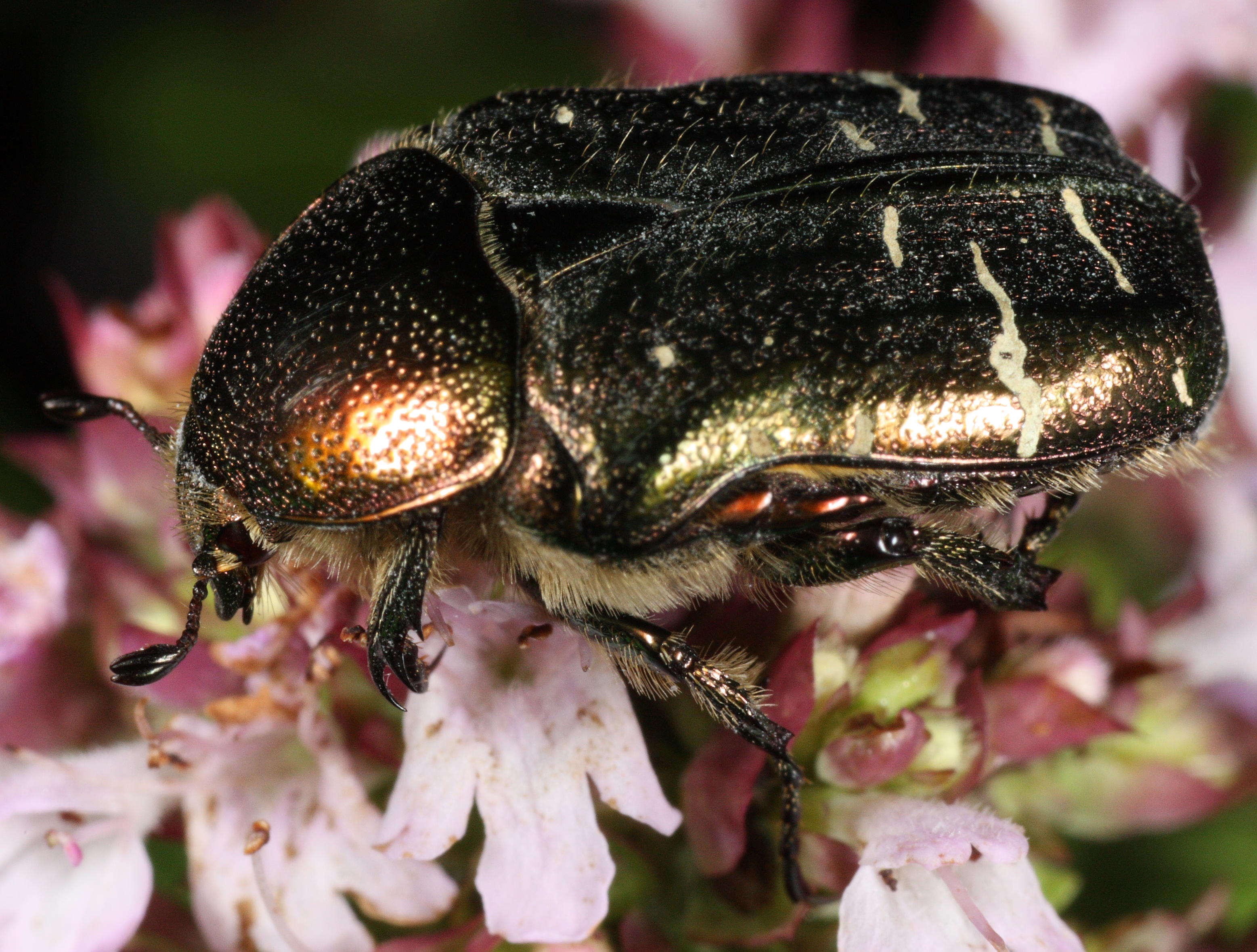

Dopo un paio di settimane dalla trasformazione in pupa i coleotteri adulti emergono per cibarsi per 3-6 settimane. La Cetonia dorata è provvista di apparato boccale masticatore privo delle robuste mandibole caratteristiche delle specie carnivore, è composto da pezzi delicati e complicati: labbri, mascelle, palpi, che incastrati tra loro permettono la masticazione e l'utilizzazione solo di tenere parti vegetali. Il capo è piccolo con due grossi occhi composti neri, sfaccettati, un paio di corte antenne lamellate, elitre chitinose ricoprono le ali, utilizzate per il volo, che vengono estroflesse da una incavatura laterale permettendo all'insetto di librarsi nell'aria agilmente senza sollevare le elitre come avviene negli altri coleotteri. Non adottano nessun comportamento mimetico ma entrano in tanatosi se disturbate (arrestano ogni movimento, lasciandosi cadere a terra e fingendo la morte) e svolgono le loro attività palesemente in pieno sole. L'acido urico e quello formico impregnano gli organi interni e per difesa tali acidi vengono escreti anche all'esterno dalla cavità anale, così che utilizzando una strategia chimica, l'insetto risulta nauseabondo e per nulla appetibile ai predatori.
Si nutre di nettare e sostanze zuccherine comportandosi anche da buon impollinatore. Occasionalmente possono creare danni solo in alcune tipologie di fiori (come ad esempio le rose) che hanno gli organi riproduttivi nascosti e non accessibili. In questo caso per raggiungere il nettare danneggiano il resto del fiore, anche perché sono abbastanza voluminosi. Sono inoltre attratte dalla linfa che stilla dai tronchi feriti di latifoglie. Dopo l'accoppiamento le femmine depongono gruppi di uova (da 6 a 40) nella sostanza organica in decomposizione, nei detriti che si raccolgono negli alberi cavi, nel legno marcescente, ecc.

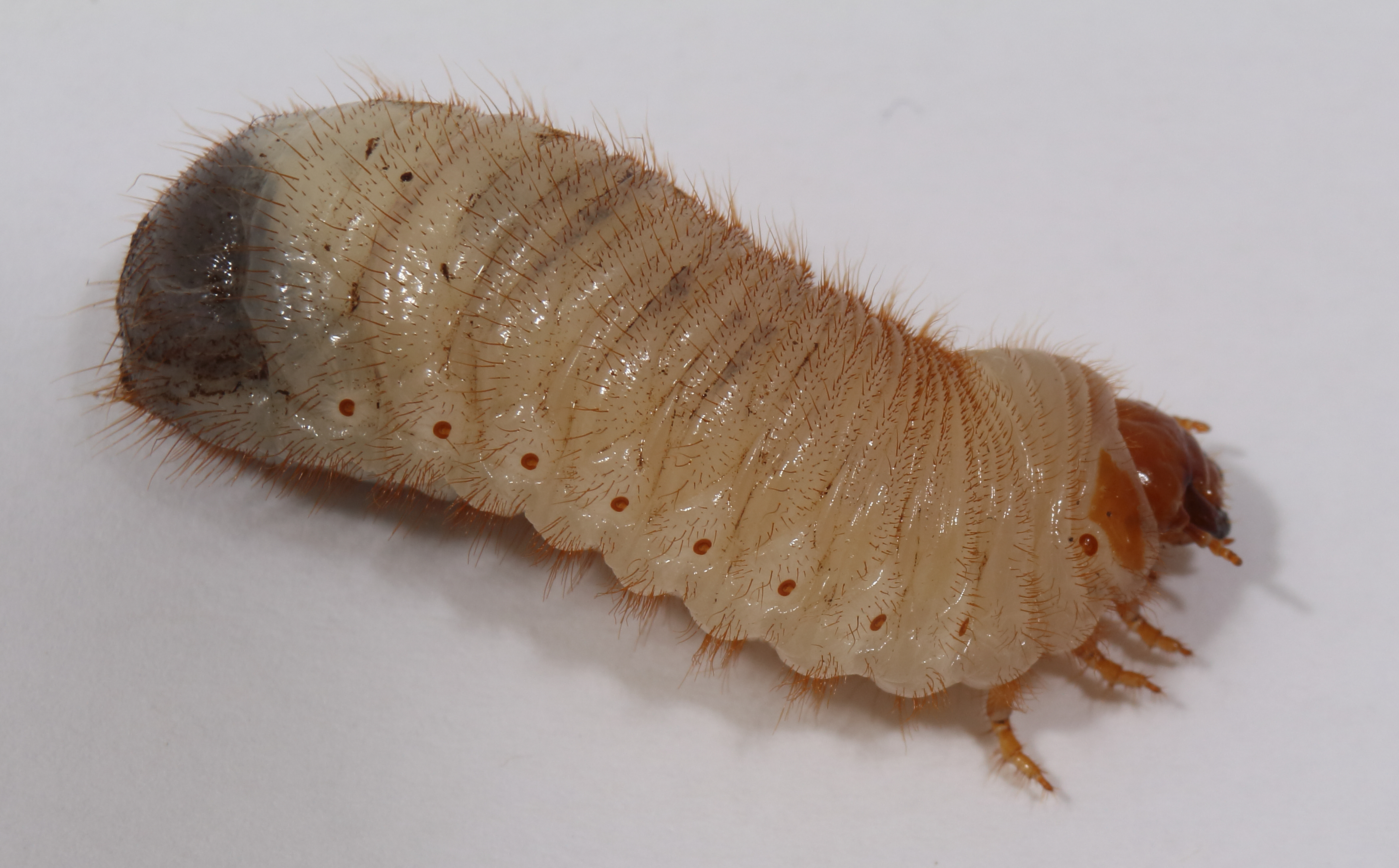
Larva

## Distribuzione
Sono insetti molto comuni nell'Europa centrale e meridionale e in alcune zone dell'Asia, soprattutto tra i mesi di maggio e luglio (più raramente settembre) e nelle giornate soleggiate.

## Conservazione
C. aurata è valutata nella Lista rossa IUCN.